# Salvaje (libro)
Salvaje, es el segundo libro de la estadounidense Cheryl Strayed. Fue publicado en 2012 por Atlantic Books y Roca Editorial.

## Reseña
«Salvaje». El libro es una autobiografía de Cheryl Strayed que a los 28 años decide caminar más de mil kilómetros del Sendero Macizo del Pacífico (SMP) sola. Realiza ese viaje como una manera de curarse a sí misma, a raíz de su divorcio, la muerte de su madre, y los años de conducta imprudente destructiva. El  Sendero del Macizo del Pacífico es un camino de 4264 km desde México hasta Canadá atravesado tres estados de la costa oeste estadounidense. En el viaje de supervivencia física y mental va encontrando su propio camino.
El libro fue traducido por Isabel Ferrer. Traducido a varios idiomas y es un superventas.
Se realizó una adaptación cinematográfica del libro, la película Alma salvaje. Fue la productora y actriz Reese Witherspoon quien interpretó a Cherryl Strayed.

“Cuando encuentras tu hogar en el mundo, lo que realmente estás diciendo es que has hecho de tu propio cuerpo un hogar. Entonces a donde sea que vayas, estarás a salvo.”
Cheryl Strayed, marzo de 2015.

## Galería

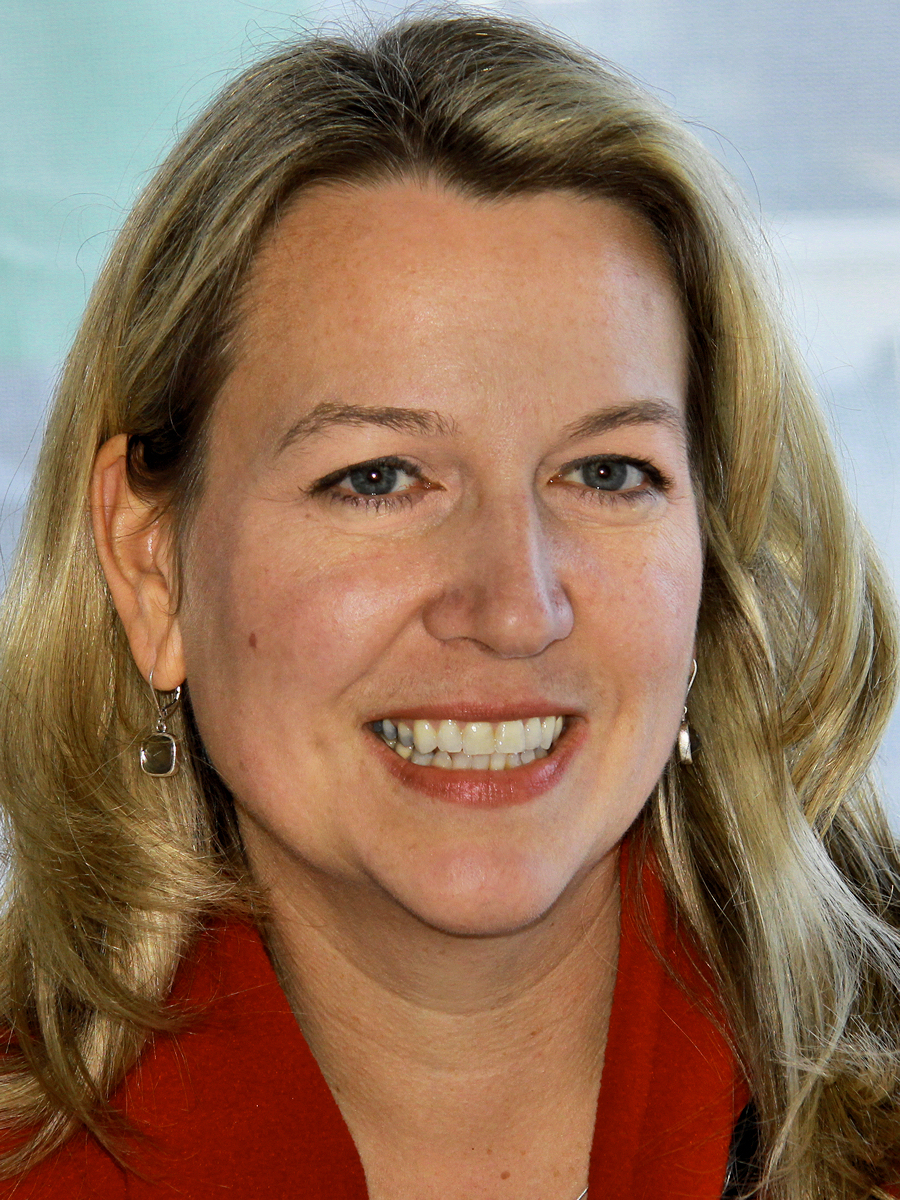
Cheryl Strayed en 2012
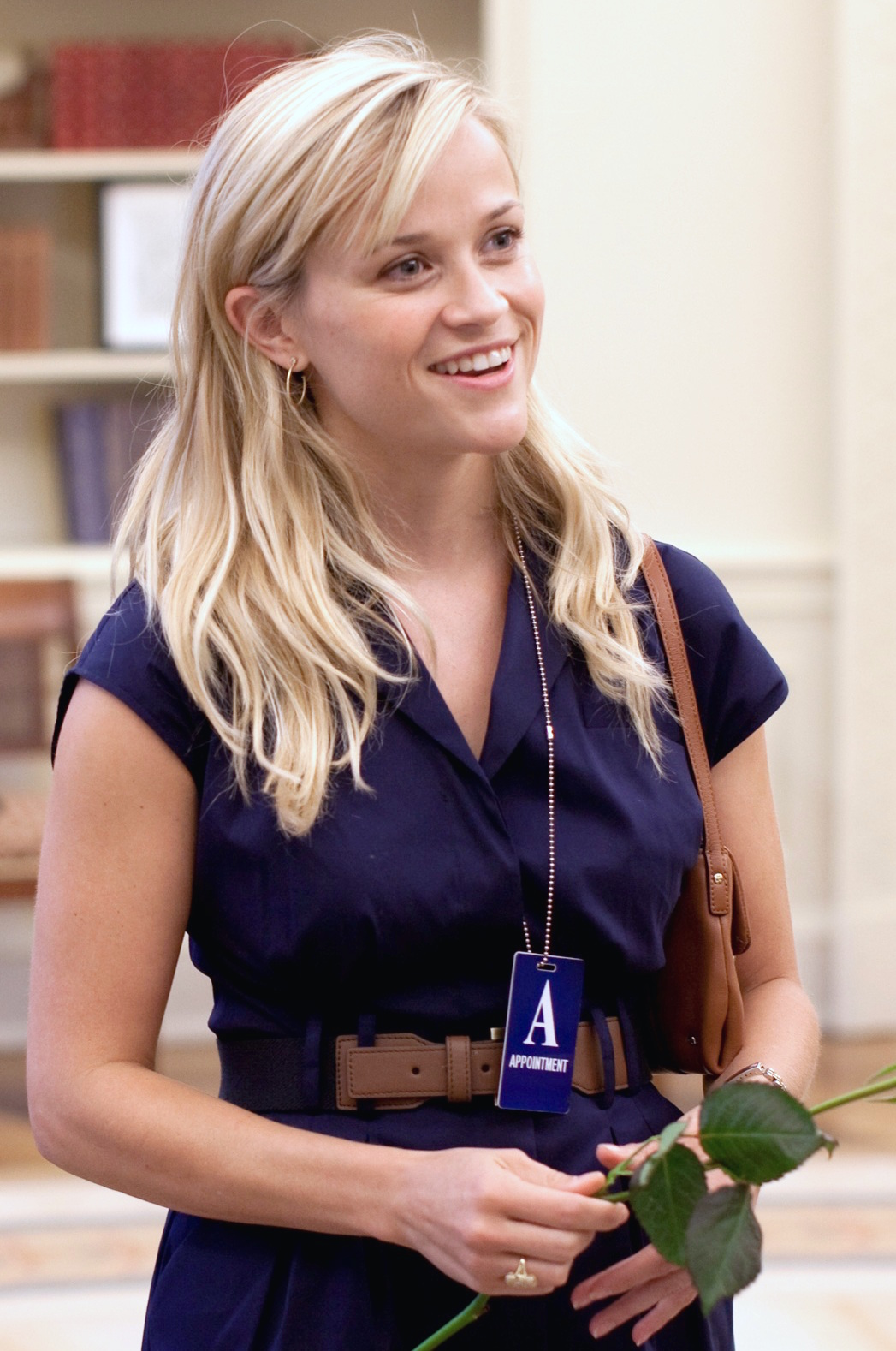
Reese Witherspoon en 2009